# Klaus Klein (Boxer)
Klaus Klein (* 3. Oktober 1942) ist ein ehemaliger deutscher Boxer. Er war deutscher Meister im Weltergewicht.

## Leben
Klein begann seine Laufbahn als Berufsboxer im April 1962 in Frankfurt am Main mit einem Punktsieg über Peter Faust. Seine erste Niederlage musste er im Januar 1963 einstecken, als er in Fellbach gegen Harry Kurschat verlor. Klein sicherte sich Ende August 1963 mit einem Sieg über Helmut Winkens den deutschen Meistertitel im Weltergewicht. Ende November 1963 boxte er in Essen gegen Peter Müller und verlor nach Punkten. Im September 1964 und Februar 1965 verteidigte Klein den deutschen Meistertitel jeweils durch Unentschieden gegen Bodo Wüsten beziehungsweise Peter Michalski. Im Januar 1966 musste Klein den deutschen Meistertitel an den erfahrenen früheren Europameister Conny Rudhof abtreten, gegen den er in der West-Berliner Deutschlandhalle verlor. Ende April 1966 traten Klein und Rudhof wieder gegeneinander an. Der Kampf vor 4000 Zuschauern in der Ostseehalle zu Kiel wurde von Rudhof bestimmt, der nach Punkten gewann.
Klein nahm einen weiteren Anlauf in Richtung deutscher Meistertitel, konnte sich im März 1968 in Köln jedoch nicht gegen Willy Quatuor durchsetzen. Klein gelang es in der letzten Runde, seinen Gegner zu Boden zu schlagen, der sich aber wieder aufrichtete. Klein verlor, er erhielt eine Gage von 6000 D-Mark. Drei Monate später wurde er wieder deutscher Weltergewichtsmeister. In Stuttgart kämpfte Klein gegen Hans Hävascher und gewann den Titel dank eines Abbruchsieges. Auch im Rückkampf im Dezember 68 setzte sich Klein durch, der Januar 1970 die Möglichkeit erhielt, um die Europameisterschaft zu boxen. 11 000 Zuschauer lockte der Kampf zwischen dem österreichischen Titelverteidiger Hans Orsolics und Herausforderer Klaus Klein in die Wiener Stadthalle. Klein zog sich im Laufe des Kampfes eine Risswunde am rechten Auge zu, der Ringrichter aus Luxemburg brach das Duell in der neunten Runde im selben Augenblick ab, in dem Klein seine Aufgabe signalisierte. Klein hatte in dem Kampf auf Angriff gesetzt, Europameister Orsolics gelangen aber die besseren Treffer. In der siebten und achten Runde geriet der Herausforderer zusehends in Schwierigkeiten, zwischenzeitlich wurde er vom Ringrichter ermahnt, nachdem er sich zu tief abgeduckt hatte.
Anfang September 1970 verlor Klein im Kampf gegen Horst Brinkmeier seinen deutschen Meistertitel im Weltergewicht. Wieder erlitt Klein eine Augenbrauenverletzung, in der dritten Runde ereilte ihn der technische K.o. Bis Oktober 1971 bestritt er noch vier Kämpfe, von denen er zwei gewann und zwei verlor. Anschließend war seine Laufbahn im Berufsboxen beendet.
Kleins jüngerer Bruder Karl-Heinz war ebenfalls Berufsboxer.